# Carlos Hermosillo
Carlos Manuel Hermosillo Goytortúa (Cerro Azul, Veracruz, 1964. augusztus 24. – ) mexikói válogatott labdarúgó. 

## Pályafutása

### Klubcsapatban
Cerro Azulban, Veracruz államban született. Pályafutását 1983-ban kezdte a Club América csapatában, ahol hat évig játszott és öt alkalommal nyerte meg a mexikói bajnokságot. 1990-ben Belgiumba szerződött a Standard Liège együtteséhez, de mindössze csak öt mérkőzésen kapott lehetőséget és visszatért Mexikóba a Monterrey-hez, ahol egy évet töltött. 1991 és 1998 között a Cruz Azul játékosa volt, melynek színeiben két alkalommal nyerte meg a CONCACAF-bajnokok kupáját. 1998-ban a Club Necaxában szerepelt. 1998 és 1999 között az Egyesült Államokban játszott a Los Angeles Galaxy csapatában. 1999-ben visszatért a Club Américához, ahol még egy évet lehúzott. 2000-ben az Atlantéban is pályára lépett néhány mérkőzésen, majd végül a Guadalajarában fejezte be a pályafutását. 

### A válogatottban
1984 és 1997 között 90 alkalommal szerepelt az mexikói válogatottban és 34 gólt szerzett. Részt vett az 1986-os és az 1994-es világbajnokságon, illetve az 1995-ös Copa Américán, valamint tagja volt az 1991-es CONCACAF-aranykupán és az 1995-ös konföderációs kupán bronzérmet szerző csapatnak is. 

## Sikerei, díjai
Club América
- CONCACAF-bajnokok kupája győztes (3): 1987, 1990, 1992
- Mexikói bajnok (2): 1987–88, 1988–89
- Mexikói szuperkupagyőztes (2): 1988, 1989

Cruz Azul
- CONCACAF-bajnokok kupája győztes (2): 1996, 1997
- Mexikói bajnok (1): Invierno 1997
- Mexikói kupagyőztes (1): 1996–97

Club Necaxa
- Mexikói bajnok (1): Invierno 1998

Mexikó
- CONCACAF-aranykupa bronzérmes (1): 1991
- Konföderációs kupa bronzérmes (1): 1995

Egyéni
- A A Mexikói bajnokság aranycipőse (3): 1993–94, 1994–95, 1995–96
- A A Mexikói bajnokság aranylabdása (1): 1994–95
- A A Mexikói bajnokság legjobb támadója (2): 1994–95, 1995–96
- A CONCACAF-bajnokok kupájának aranylabdása (2): 1996, 1997
- A A Mexikói kupa aranycipőse (2): 1995–96, 1996–97
- MLS All-Star tagja (1): 1999